# Bromus porteri
Bromus porteri là một loài thực vật có hoa trong họ Hòa thảo. Loài này được (Coult.) Nash mô tả khoa học đầu tiên năm 1895.

## Hình ảnh

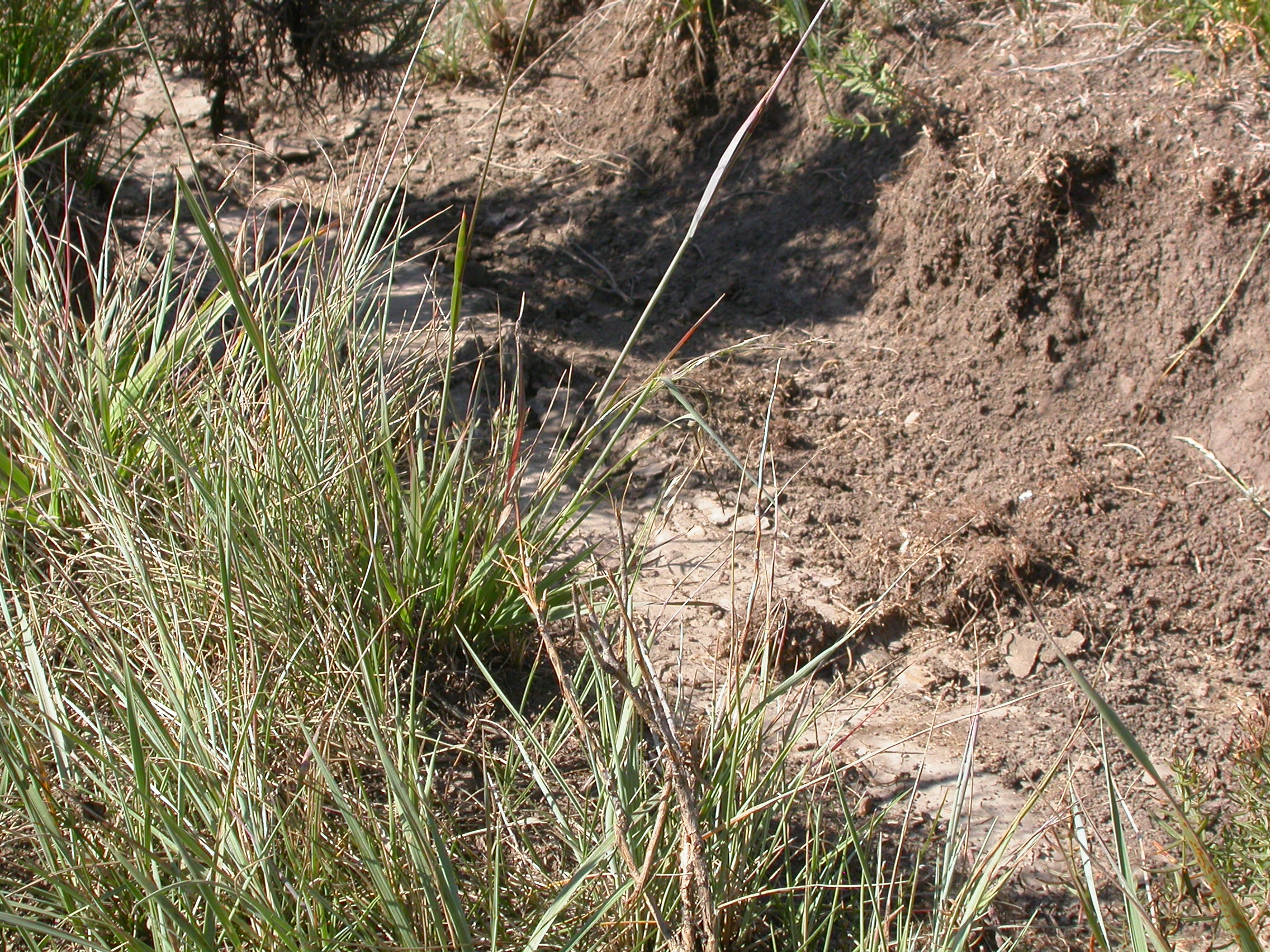
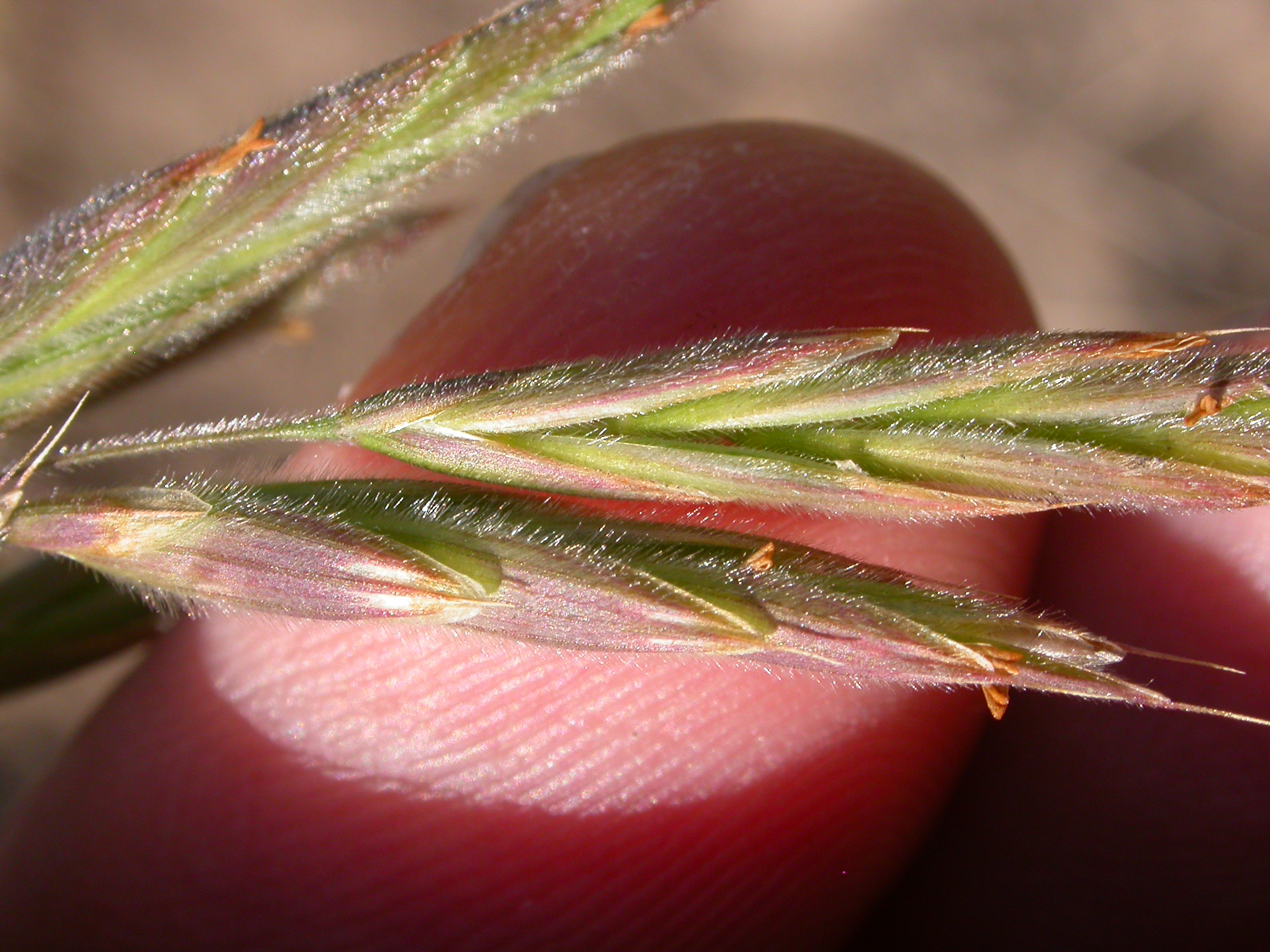
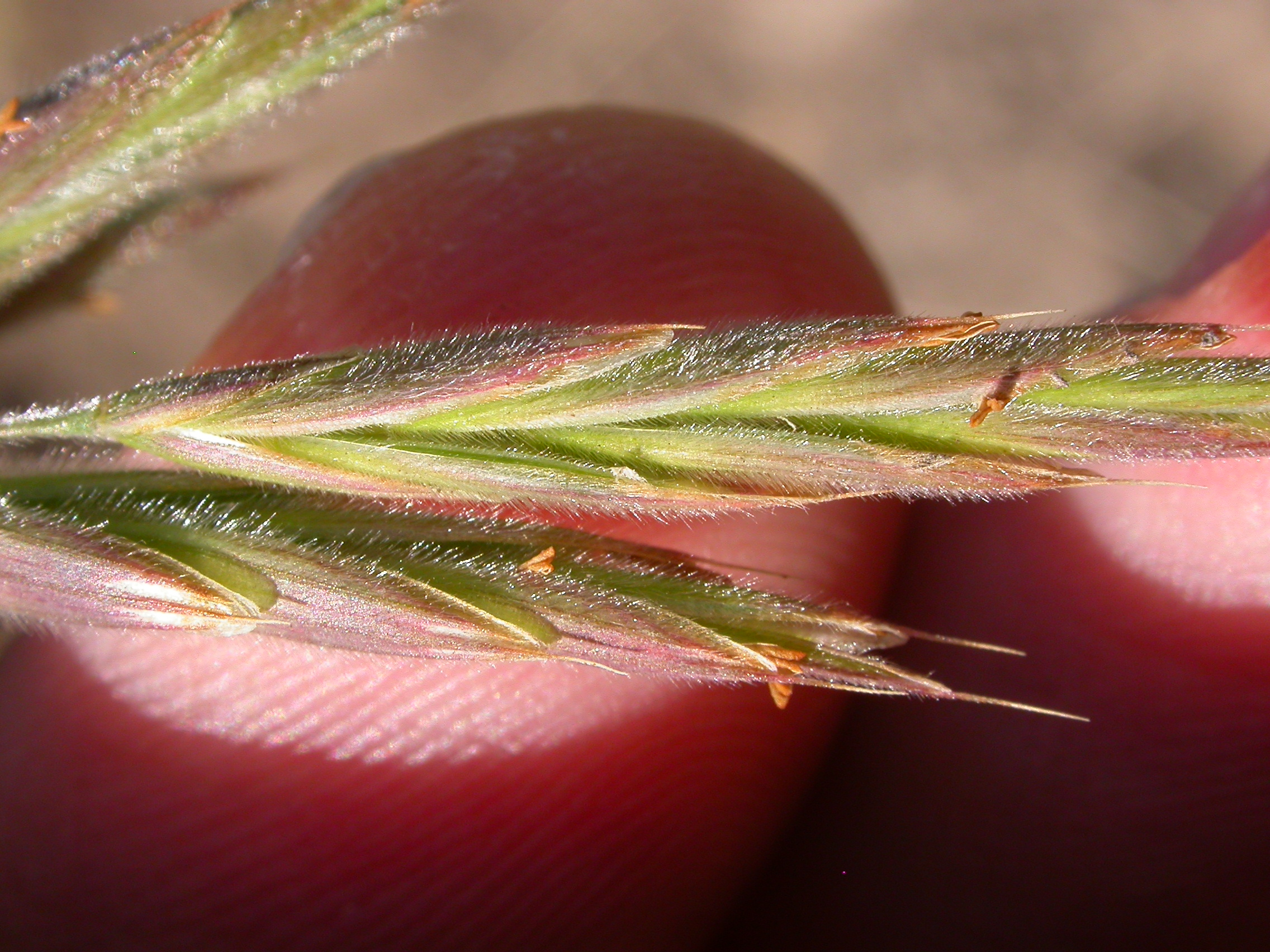
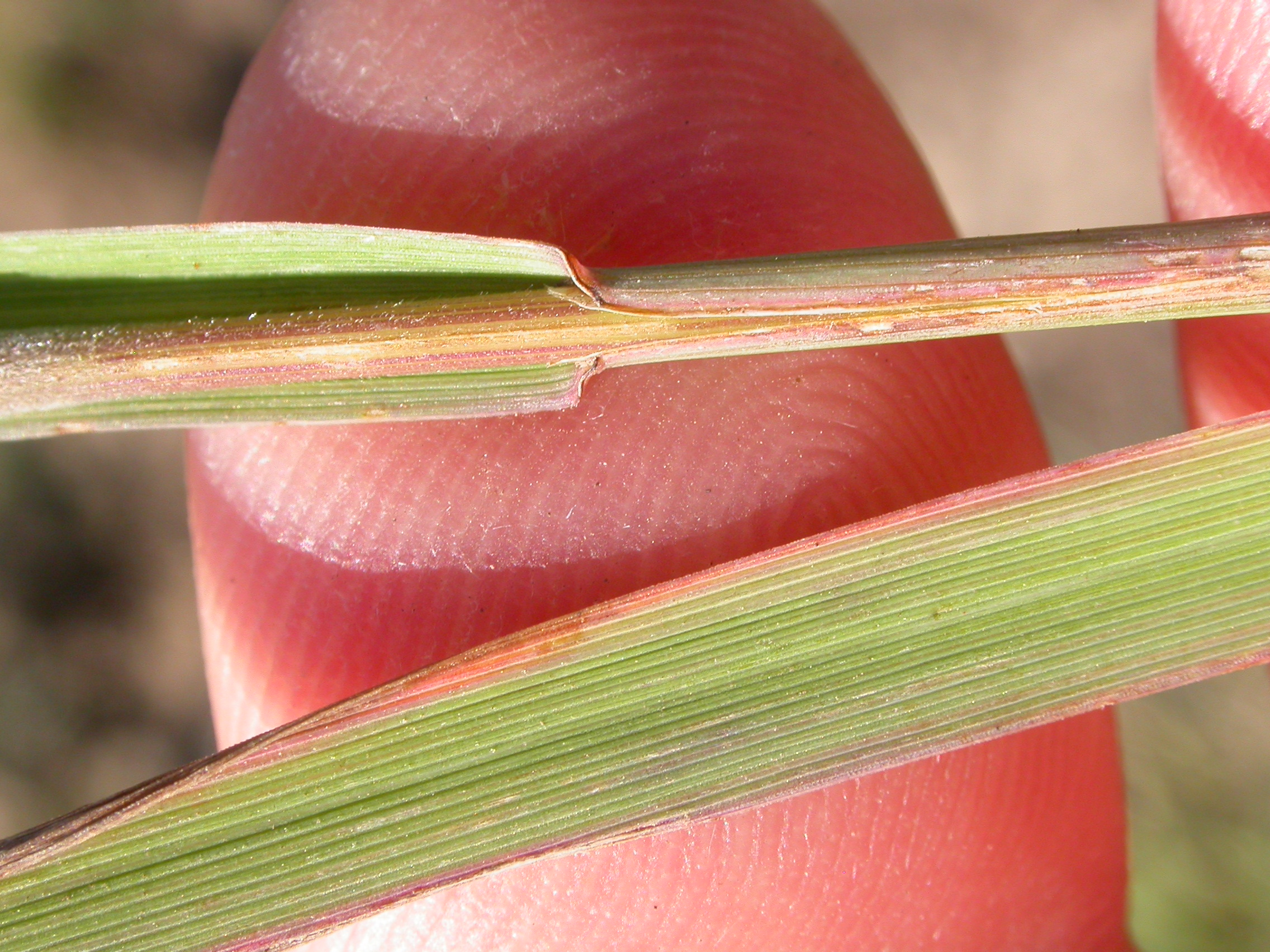